# 京都府高等学校一覧
| 総数                                       | 97校             |
| 国立                                       | 1校              |
| 公立                                       | 55校             |
| 私立                                       | 41校             |
| 教育委員会所在地                           | 〒602-8570       |
| 京都府京都市上京区下立売通新町西入藪ノ内町 |                  |
| 公式サイト                                 | 京都府教育委員会 |

京都府高等学校一覧（きょうとふこうとうがっこういちらん）は、京都府の高等学校一覧。

## 国立高等学校
- 京都教育大学附属高等学校（京都市伏見区）

## 公立高等学校
京都府内の中学生は保護者の住所によって5つの通学圏に分けられており、志願できる公立高校や学科が制限されている。なお職業教育を行う専門高校やスポーツ総合専攻、美術・工芸専攻など通学圏を越えて志願できる公立高校や学科も存在する。

### 京都市・乙訓地域
主に保護者の住所が京都市・乙訓通学圏（京都市（京都京北小中学校区を除く）、向日市、長岡京市、大山崎町、八幡市（八幡長町、八幡樋ノ口及び川口高原に限る）、久御山町（大橋辺に限る））にある中学生が志願できる。
- 京都府立山城高等学校（京都市北区）
- 京都府立清明高等学校（京都市北区）
- 京都市立紫野高等学校（京都市北区）
- 京都府立鴨沂高等学校（京都市上京区）
- 京都府立洛北高等学校・附属中学校（京都市左京区）
- 京都府立北稜高等学校（京都市左京区）
- 京都府立朱雀高等学校（京都市中京区）
- 京都市立堀川高等学校（京都市中京区）
- 京都市立西京高等学校（京都市中京区）
- 京都市立京都堀川音楽高等学校（京都市中京区）
- 京都府立洛東高等学校（京都市山科区）
- 京都市立日吉ヶ丘高等学校（京都市東山区）
- 京都市立美術工芸高等学校（京都市下京区）
- 京都府立鳥羽高等学校（京都市南区）
- 京都市立開建高等学校（京都市南区）
- 京都府立嵯峨野高等学校（京都市右京区）
- 京都府立北嵯峨高等学校（京都市右京区）
- 京都府立桂高等学校（京都市西京区）
- 京都府立洛西高等学校（京都市西京区）
- 京都府立桃山高等学校（京都市伏見区）
- 京都府立東稜高等学校（京都市伏見区）
- 京都府立洛水高等学校（京都市伏見区）
- 京都府立京都すばる高等学校（京都市伏見区）
- 京都市立京都工学院高等学校（京都市伏見区）
- 京都市立京都奏和高等学校（京都市伏見区）
- 京都府立向陽高等学校（向日市）
- 京都府立乙訓高等学校（長岡京市）
- 京都府立西乙訓高等学校（長岡京市）

### 山城地域
主に保護者の住所が山城通学圏（宇治市、城陽市、八幡市（八幡長町、八幡樋ノ口及び川口高原を除く）、京田辺市、木津川市、久御山町（大橋辺を除く）、宇治町、井手町、宇治田原町、笠置町、和束町、精華町、南山城村）にある中学生が志願できる。
- 京都府立城南菱創高等学校（宇治市）
- 京都府立東宇治高等学校（宇治市）
- 京都府立莵道高等学校（宇治市）
- 京都府立城陽高等学校（城陽市）
- 京都府立西城陽高等学校（城陽市）
- 京都府立京都八幡高等学校（八幡市）
- 京都府立久御山高等学校（久御山町）
- 京都府立田辺高等学校（京田辺市）
- 京都府立木津高等学校（木津川市）
- 京都府立南陽高等学校・附属中学校（木津川市）

### 口丹地域
主に保護者の住所が口丹通学圏（京都市（京都京北小中学校区に限る）、亀岡市、南丹市、京丹波町）にある中学生が志願できる
- 京都府立北桑田高等学校（京都市右京区）
  - 京都府立北桑田高等学校美山分校（南丹市）
- 京都府立亀岡高等学校（亀岡市）
- 京都府立南丹高等学校（亀岡市）
- 京都府立園部高等学校・附属中学校（南丹市）
- 京都府立農芸高等学校（南丹市）
- 京都府立須知高等学校（京丹波町）

### 中丹地域
主に保護者の住所が中丹通学圏（福知山市、綾部市、舞鶴市）にある中学生が志願できる。
- 京都府立綾部高等学校（綾部市）
  - 京都府立綾部高等学校東分校（綾部市）
- 京都府立福知山高等学校・附属中学校（福知山市）
  - 京都府立福知山高等学校三和分校（福知山市）
- 京都府立工業高等学校（福知山市）
- 京都府立大江高等学校（福知山市）
- 京都府立東舞鶴高等学校（舞鶴市）
  - 京都府立東舞鶴高等学校浮島分校（舞鶴市）
- 京都府立西舞鶴高等学校（舞鶴市）

### 丹後地域
主に保護者の住所が丹後通学圏（宮津市、京丹後市、伊根町、与謝野町）にある中学生が志願できる。
- 京都府立海洋高等学校（宮津市）
- 京都府立峰山高等学校（京丹後市）
- 京都府立宮津天橋高等学校宮津学舎（宮津市）- 京都府立宮津高等学校
- 京都府立宮津天橋高等学校加悦谷学舎（与謝野町）- 京都府立加悦谷高等学校
- 京都府立丹後緑風高等学校網野学舎（京丹後市）- 京都府立網野高等学校
- 京都府立丹後緑風高等学校久美浜学舎（京丹後市）- 京都府立久美浜高等学校
- 京都府立清新高等学校（京丹後市）

## 私立高等学校

### 京都市
- 一燈園高等学校
- 大谷高等学校
- 華頂女子高等学校
- 京都外大西高等学校
- 京都光華高等学校
- 京都国際高等学校
- 京都産業大学附属高等学校
- 京都女子高等学校
- 京都精華学園高等学校
- 京都成章高等学校
- 京都聖母学院高等学校
- 京都先端科学大学附属高等学校
- 京都橘高等学校
- 京都つくば開成高等学校
- 京都文教高等学校
- 京都美山高等学校
- 京都明徳高等学校
- 京都両洋高等学校
- 同志社高等学校
- 同志社女子高等学校
- ノートルダム女学院高等学校
- 花園高等学校
- 東山高等学校
- 平安女学院高等学校
- 洛星高等学校
- 洛南高等学校
- 洛陽総合高等学校
- 龍谷大学付属平安高等学校

### 宇治市
- 京都芸術高等学校
- 京都翔英高等学校
- 立命館宇治高等学校

### 向日市
- 京都西山高等学校

### 長岡京市
- 立命館高等学校

### 京田辺市
- 同志社国際高等学校

### 精華町
- 京都廣学館高等学校

### 南丹市
- 京都聖カタリナ高等学校

### 福知山市
- 京都共栄学園高等学校
- 福知山成美高等学校
- 福知山淑徳高等学校

### 舞鶴市
- 日星高等学校

### 宮津市
- 京都暁星高等学校